# Liste des ministères de la république turque de Chypre du Nord
Cet article présente la liste des ministères de la république turque de Chypre du Nord. Les ministères relevant de la république de Chypre ne sont pas concernés.
- Ministère de l'alimentation, de l'agriculture et de l'énergie (Gıda, Tarim ve Enerji Bakanlığı) ;
- Ministère de l'économie, du tourisme, de la culture et du sport (Ekonomi, Turizm, Kültür ve Spor Bakanlığı) ;
- Ministère de l'éducation nationale (Millî Eğitim Bakanlığı) ;
- Ministère de l'environnement et des ressources naturelles (Çevre ve Tabii Kaynaklar Bakanlığı) ;
- Ministère de l'intérieur (İçişleri Bakanlığı) ;
- Ministère de la santé (Sağlık Bakanlığı) ;
- Ministère des affaires étrangères (Dışişleri Bakanlığı) ;
- Ministère des finances (Maliye Bakanlığı) ;
- Ministère des travaux publics et des transports (Bayındırma ve Ulaştırma Bakanlığı) ;
- Ministère du travail et de la sécurité sociale (Çalışma ve Sosyal Güvenlik Bakanlığı) ;